# Ralf Gehler
Ralf Gehler (* 1963 in Schwerin) ist ein deutscher Musikwissenschaftler und Sackpfeifer.
Gehler studierte von 1990 bis 1996 europäische Ethnologie und Geschichte an der Humboldt-Universität zu Berlin. Er wurde an der Christian-Albrechts-Universität zu Kiel zum Dr. phil promoviert. Von 2009 bis 2014 war er als wissenschaftlicher Mitarbeiter des Museums für Alltagskultur der Griesen Gegend in Hagenow tätig. Seit 2014 wirkt er freiberuflich. Er war und ist Mitglied bei verschiedenen Projekten: Quickborn (1985–1987), Tüdderkram (1987–1987), Lewark (1989–1992), Ostkreuz Combo, Clasen & Consorten, Reffka, Trespan,  Kwart, Malbrook, Pipenbockorchester und The Irish Dutchman Session.

## Auszeichnungen
- Deutscher Weltmusikpreis mit Malbrook (2005)
- Deutscher Weltmusikpreis mit Kwart (2010)

## Veröffentlichungen
- Ralf Gehler: Sackpfeifer, Bierfiedler, Stadtmusikanten: Volksmusik und Volksmusikanten im frühneuzeitlichen Mecklenburg. Thomas Helms Verlag 2012
- Ralf Gehler: „De Dudel-Sack kam der ock mit hervör.“ In: Der Dudelsack in Europa: Mit besonderer Berücksichtigung Bayerns, München 1996
- Ralf Gehler: Die Böcke von Hamburg. In: Der Dudelsack in Europa: Mit besonderer Berücksichtigung Bayerns, München 1996
- Ralf Gehler:  „EK, EK, EK – bald bist du nicht mehr da!“. Verlag: Museum der Stadt Hagenow, 1998
- Ralf Gehler: Sackpfeifer in Mecklenburg. Schwerin-Mueß, 2002
- Militärmusik und Militärmusiker in Mecklenburg um 1900. Klaus-Ulrich Keubke; unter Mitarbeit von Ralf Gehler, Christof Koert und Oberstleutnant Alexandra Schütz-Knospe